# 伊島空
伊島 空（いじま くう、1995年5月31日 - ）は、日本の俳優。

## 略歴
- 2024年10月、女性アイドルの加納エミリと結婚[3]。

## 出演

### 映画
- 半端（2018年[注 1]）
- 菊とギロチン（2018年7月7日） - 内田源太郎 役
- 止められるか、俺たちを（2018年10月14日） - 高間賢治 役
- ハード・コア（2018年11月23日）
- L♡DK ひとつ屋根の下、「スキ」がふたつ。（2019年3月21日）
- コンフィデンスマンJP -ロマンス編-（2019年5月17日） - 志村庄二 役
- ファミリータイプ（2019年6月4日）
- チャーハン（2020年1月25日） - 倉田透 役[4]
- ミッドナイトスワン（2020年9月25日）
- 鳩の撃退法（2021年8月27日）
- はい、泳げません（2022年6月10日）
- さかなのこ（2022年9月1日）
- ラーゲリより愛を込めて（2022年12月9日）
- そばかす（2022年12月16日） - 木暮翔 役[5]
- 探偵マリコの生涯で一番悲惨な日（2023年6月30日） - 石渡心 役[6]
- カラオケ行こ!（2024年1月12日） - 新藤 役
- ナミビアの砂漠（2024年9月6日）[7]
- 若き見知らぬ者たち（2024年10月11日、監督：内山拓也） - 治虫 役[8][9]
- 雨の中の慾情（2024年11月29日）[10]
- 逃走（2025年3月15日）[11]
- 片思い世界（2025年4月4日） - 増崎要平 役[12][13]
- 愛されなくても別に（2025年7月4日） - 大山幸太郎 役[14]

### テレビドラマ
- 相棒 season16 第19話（2018年3月7日、テレビ朝日） - 松野聖 役
- 海月姫 第9話（2018年3月12日、フジテレビ）
- コンフィデンスマンJP 第9話（2018年6月4日、フジテレビ） - 志村庄二 役
- ゼロ 一獲千金ゲーム 第7話・第8話（2018年8月26日・9月2日、日本テレビ）
- 誘拐法廷〜セブンデイズ〜（2018年10月7日、テレビ朝日）
- 小河ドラマ 龍馬がくる 第1話・第2話・最終話（2018年11月28日・12月5日・19日、時代劇専門チャンネル・関西テレビ） - テレビドラマ『坂本龍馬』のAD 役
- I"s（2018年12月21日 - 2019年4月26日、BSスカパー!） - 寺谷靖雅 役[15]
- メゾン・ド・ポリス 第1話（2019年1月11日、TBS）
- JOKER×FACE 第9話（2019年3月12日、フジテレビ）
- 不甲斐ないこの感性を愛してる（2019年4月1日、フジテレビ）
- his〜恋するつもりなんてなかった〜（2019年4月9日 - 5月7日、メ～テレ） - 住澤隆史 役
- ルパンの娘 第3話（2019年7月25日、フジテレビ） - 早船久志 役
- 連続ドラマW ポイズンドーター・ホーリーマザー 第4話（2019年7月27日、WOWOW）
- コタキ兄弟と四苦八苦 第1話・第5話・第8話・第11話・最終話（2020年1月11日・2月8日・29日・3月21日・28日、テレビ東京） - バールくん 役
- ハイポジ 1986年、二度目の青春。 第2話 - 最終話（2020年1月19日 - 3月29日、BSテレ東・テレビ大阪） - 馬場真 役[16]
- MIU404 第7話・最終話（2020年8月7日・9月4日、TBS） - 陣馬鉄 役
- 妖怪シェアハウス 第三怪（2020年8月15日、テレビ朝日） - 武田高志 役
- 銀座黒猫物語 第7話（2020年8月28日、関西テレビ） - イーミン 役[17]
- 青きヴァンパイアの悩み (2021年2月8日 - 3月29日、TOKYO MX） - 西野悠 役
- 警視庁ゼロ係〜生活安全課なんでも相談室〜SEASON5 第8話（2021年6月18日、テレビ東京） - 黒田洋介 役
- 世にも奇妙な物語'21夏の特別編「三途の川アウトレットパーク」（2021年6月26日、フジテレビ） - 男 役
- 科捜研の女 Season21 第3話（2021年11月4日、テレビ朝日） - 水瀬悠真 役
- おいハンサム!! 第6話（2022年2月12日、東海テレビ・フジテレビ） - 理香の元カレ 役[18]
- 就活タイムカプセル（2022年3月27日、TBS） - 袴田英一 役[19]
- 片恋グルメ日記2（2022年5月23 - 7月11日、TOKYO MX） - 高倉吉郎 役
- 監察の一条さん（2022年6月29日、テレビ朝日） - 笹塚翼 役
- 暴太郎戦隊ドンブラザーズ 第35話（2022年10月30日、テレビ朝日） - 冴えない男 役
- ヒヤマケンタロウの妊娠 第6話（2023年2月9日、テレビ東京） - 折田 役
- 往生際の意味を知れ!（2023年3月8日 - 2023年4月26日、TBS） - 花井 役[20]
- あなたがしてくれなくても 第10話（2023年6月15日、フジテレビ） - 配達員 役
- 日常の絶景（2023年9月20日 - 10月4日、テレビ東京） - 小林立夫 役
- 泥濘の食卓 第8話（2023年12月9日、テレビ朝日）
- 晩餐ブルース 第3話・第7話（2025年2月6日・3月6日、テレビ東京） - 池岡 役
- 離婚弁護士 スパイダー Season2 〜偽りと裏切り編〜 第6話・最終話（2025年3月15日・22日、日本テレビ） - 松嶋陽平 役[21]
- あやしいパートナー（2025年4月30日 - 7月16日、MBS・TBS） - 稲葉貴彦 役[22]

### 配信ドラマ
- 宇宙を駆けるよだか（2018年8月1日、Netflix）
- がっこうぐらし××× ～もうひとつのがっこうぐらし!～（2019年1月16日、Amazon Prime Video）
- 深夜食堂 -Tokyo Stories Season2- 第5話（2019年10月31日 - 、Netflix）
- 湘南純愛組!（2020年2月28日 、Amazon Prime Video） - 鎌田純 役
- ショート・プログラム「ショート・プログラム」（2022年3月1日、Amazon Prime Video）- 高杉健 役[23][24]
- あなたに聴かせたい歌があるんだ 第1話・第2話・第5話（2022年5月20日、Hulu） - 不良男 役
- ガンニバル（2022年12月28日、Disney+） - 高柳康平 役
- 離婚しようよ 第2話（2023年6月22日、Netflix） - アキラ 役
- 『I am…』23歳たち「打ち明けられない私の恋人」（2024年1月26日、FOD / 2月19日、フジテレビ）[25][26][27]

### 舞台
- 埋める女（2018年12月6日 - 16日、下北沢ザ・スズナリ）[28]
- 立ち止まる人たち（2020年3月[注 2]）
- 水彩画（2024年6月17日 - 23日、すみだパークギャラリーささや）[29]

### PV
- VOLA&THE ORIENTAL MACHINE「MAC-ROY」（2019年）
- Nulbarich「Look Up」（2019年）
- FLYING KIDS「REFLEX ACTION」(2023年)

### CM
- Google アプリ「ペトロパブロフスク・カムチャッキーの天気は?」篇（2015年）
- NTTドコモ iPhone「感情のすべて/仲間」篇（2016年3月7日 - ）
- 三菱電機 東京2020「登場」篇（2016年7月29日 - ）
- 任天堂 ポッ拳DX「ポケモン ウルトラサン・ウルトラムーン」（2017年6月6日）
- バカルティ ジャパン「ラムハイハウス」（2018年）
- リクナビNEXT「芽生え」篇（2019年3月18日 - ）
- Wantedly「あそこをけってウチに!?」篇（2020年1月13日 - ）
- TANAKAホールディングス「みんなの可能性」篇（2020年1月15日 - ）
- Uber Eats「玉ねぎヘア」篇（2020年3月13日 - ）
- キリン・一番搾り「2年越しに伝えたかったこと」篇（2022年11月27日 - ）[30]